# Siahkal

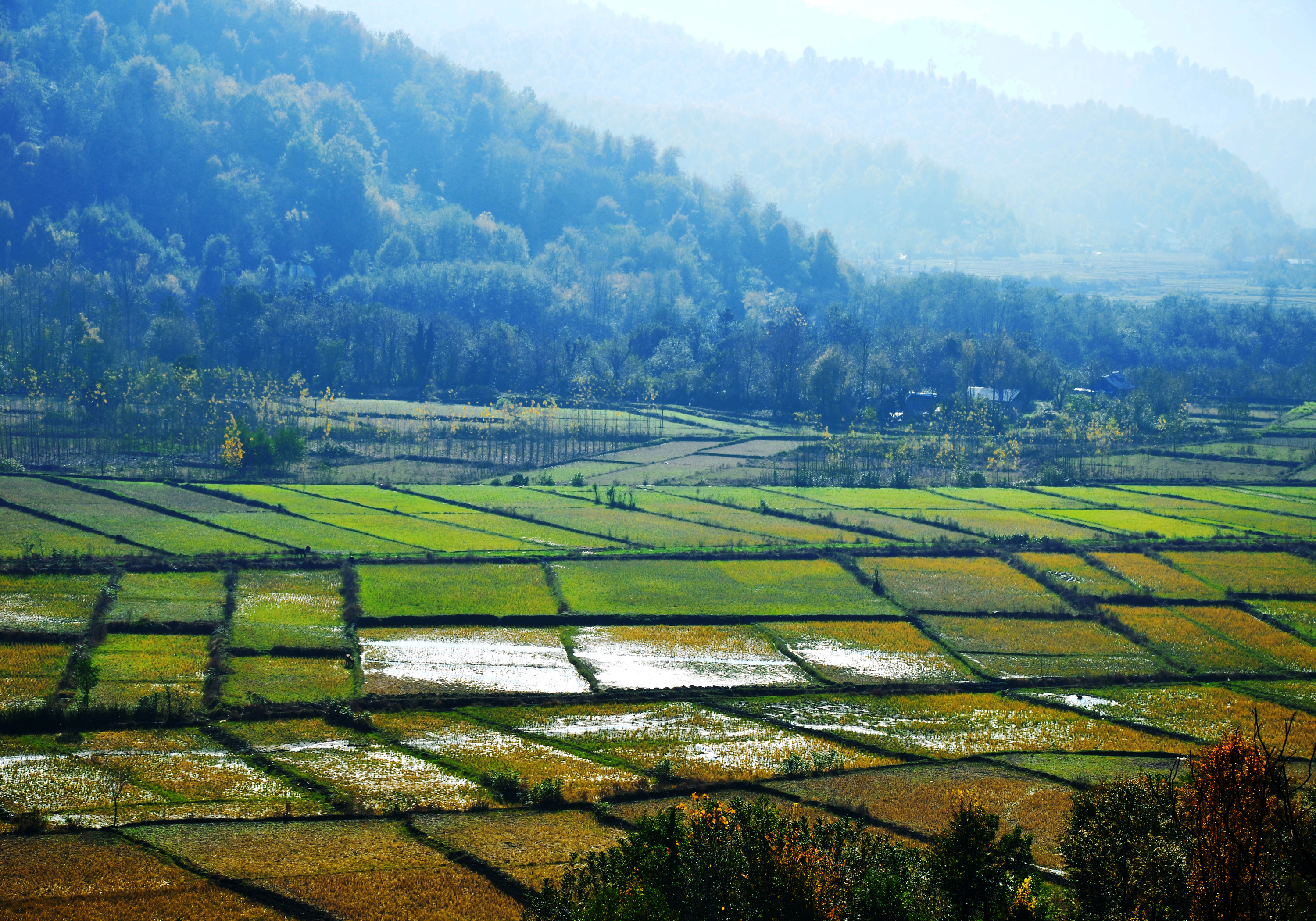

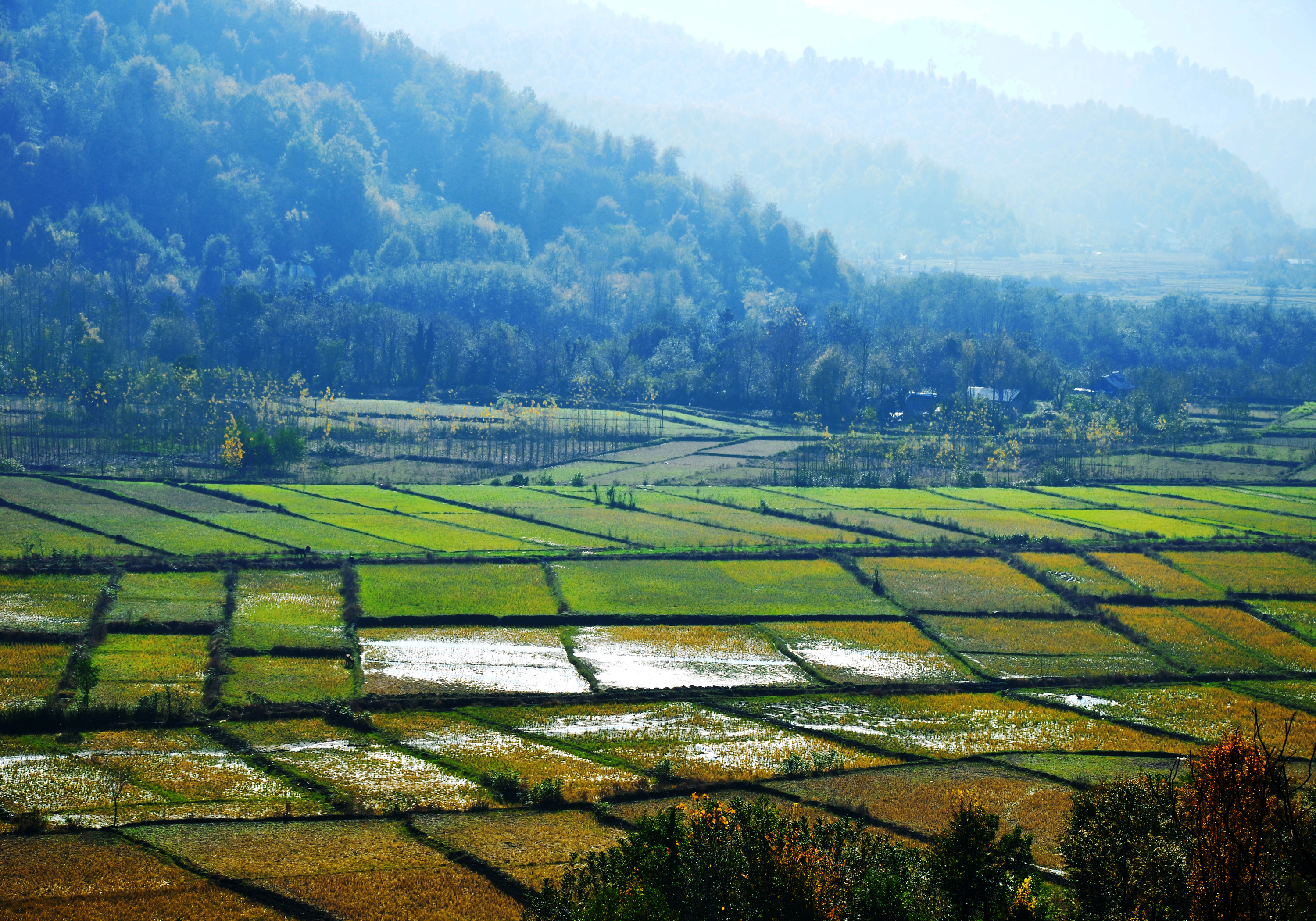
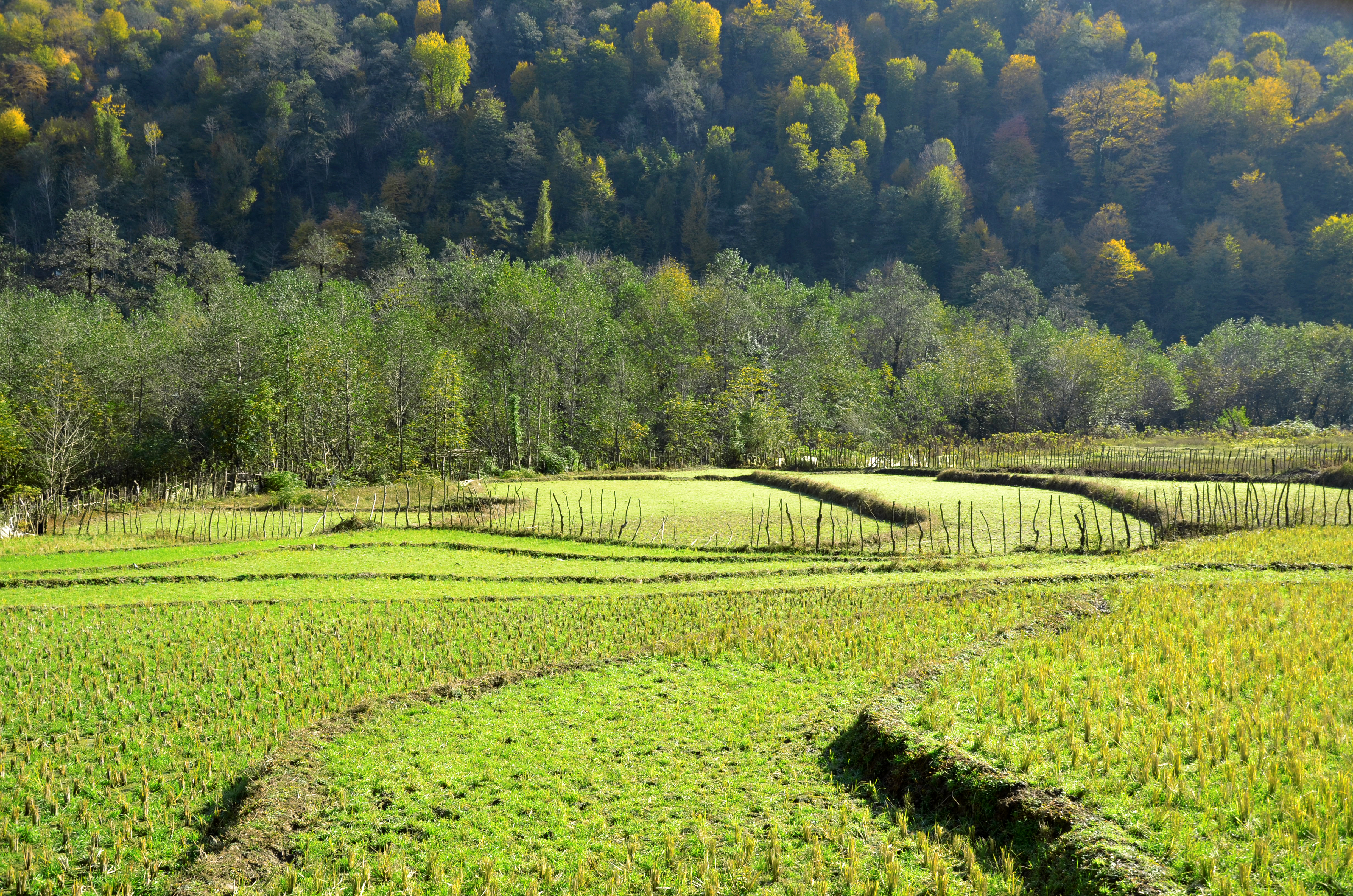
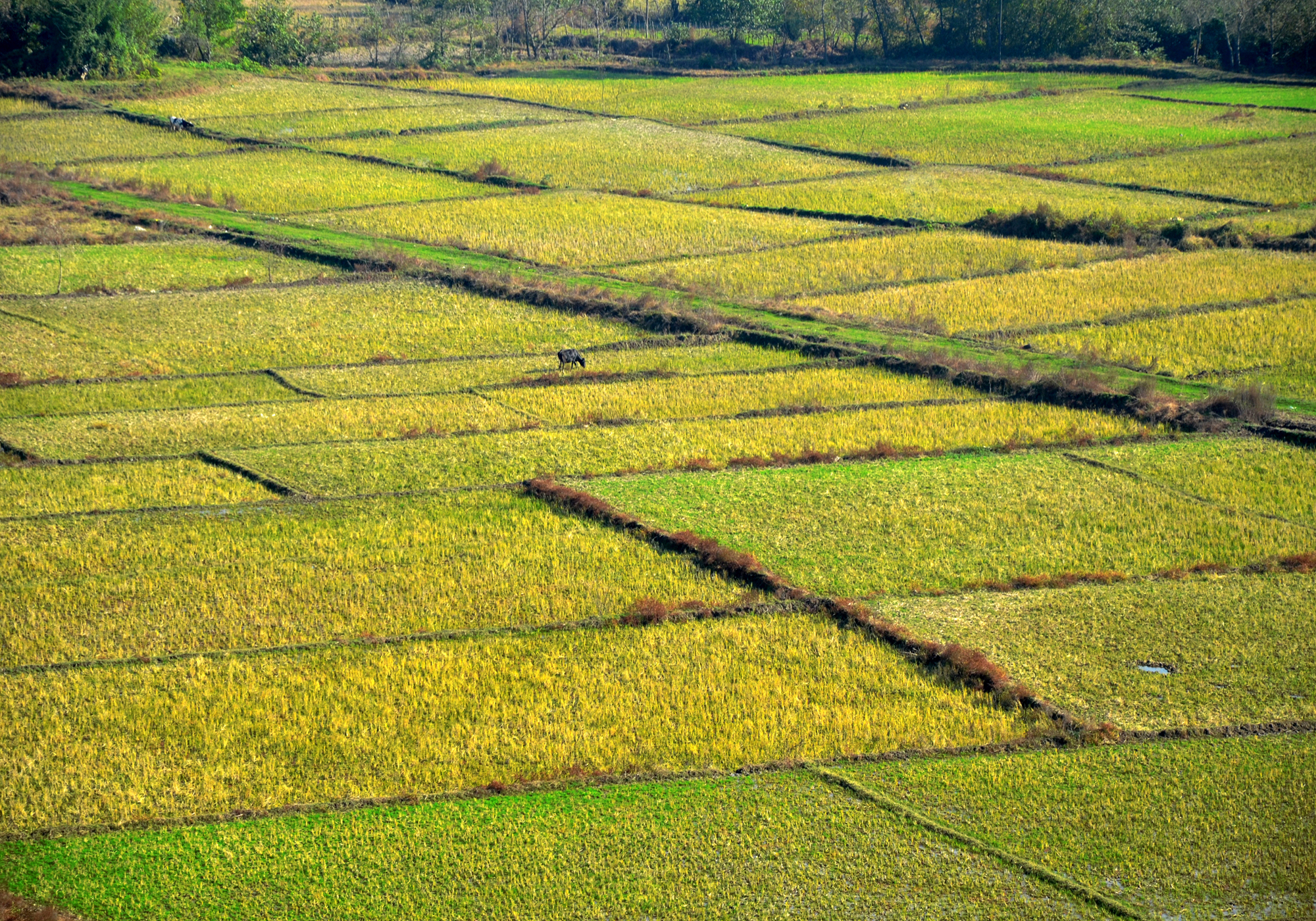
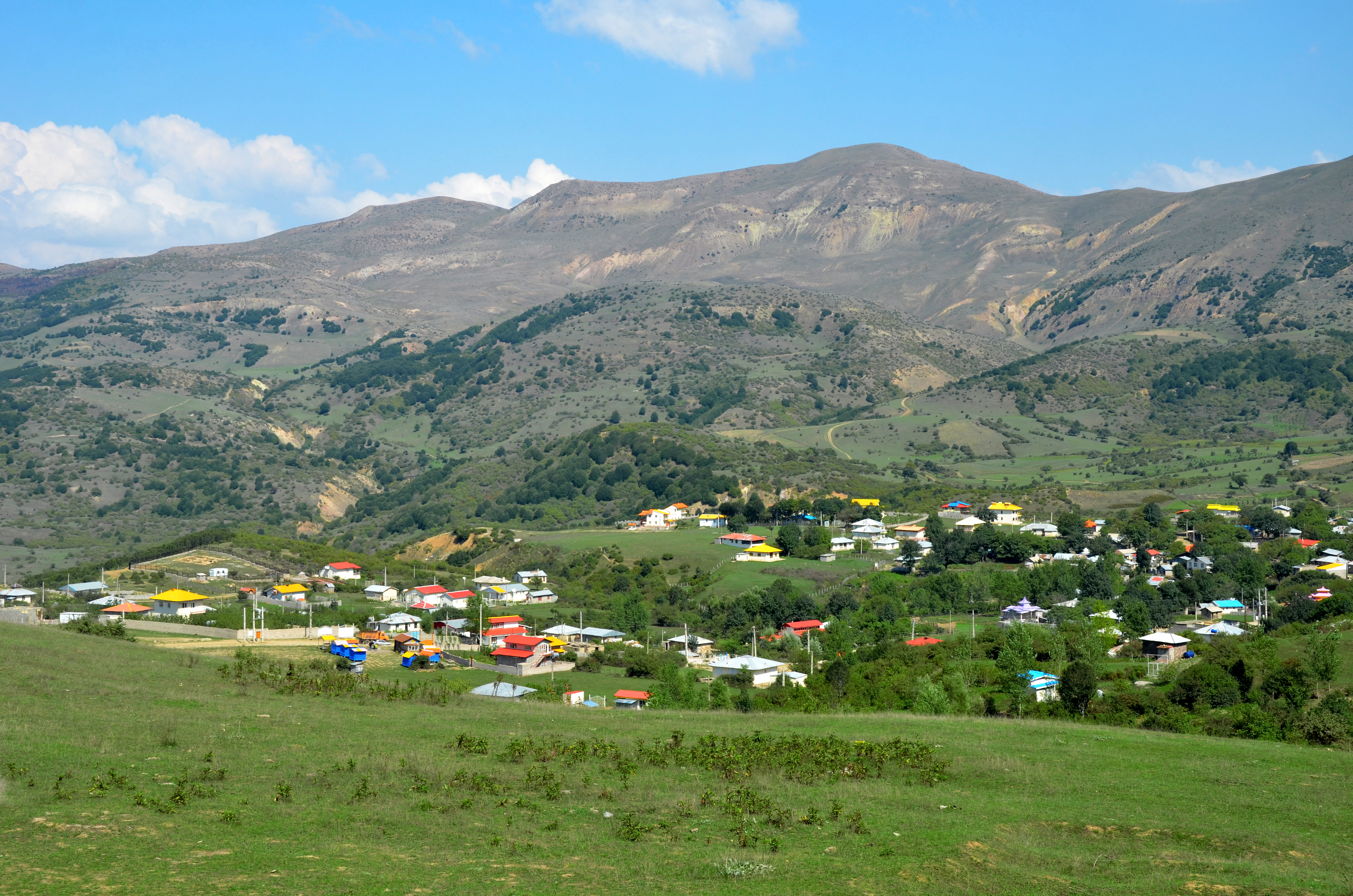
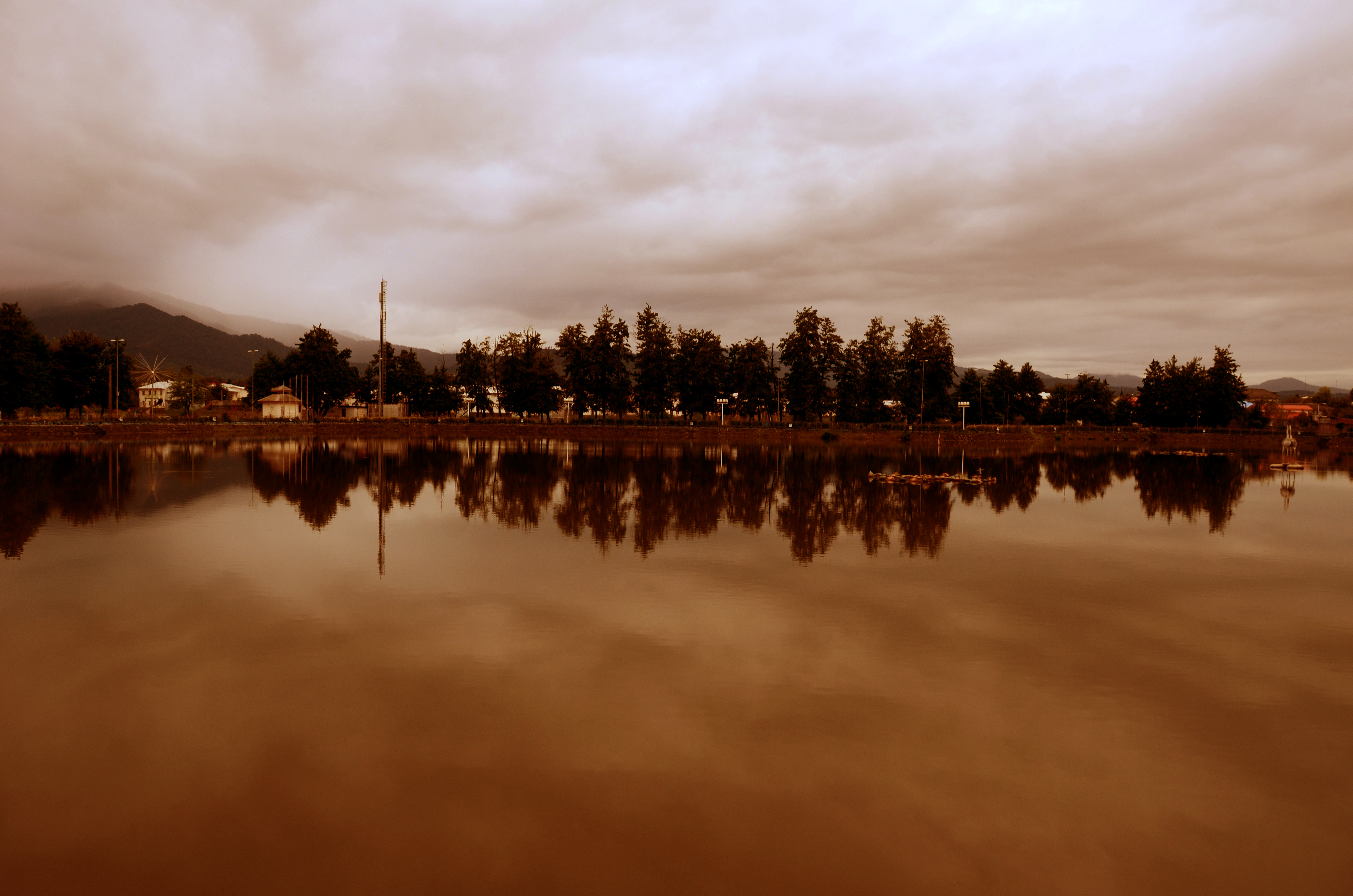
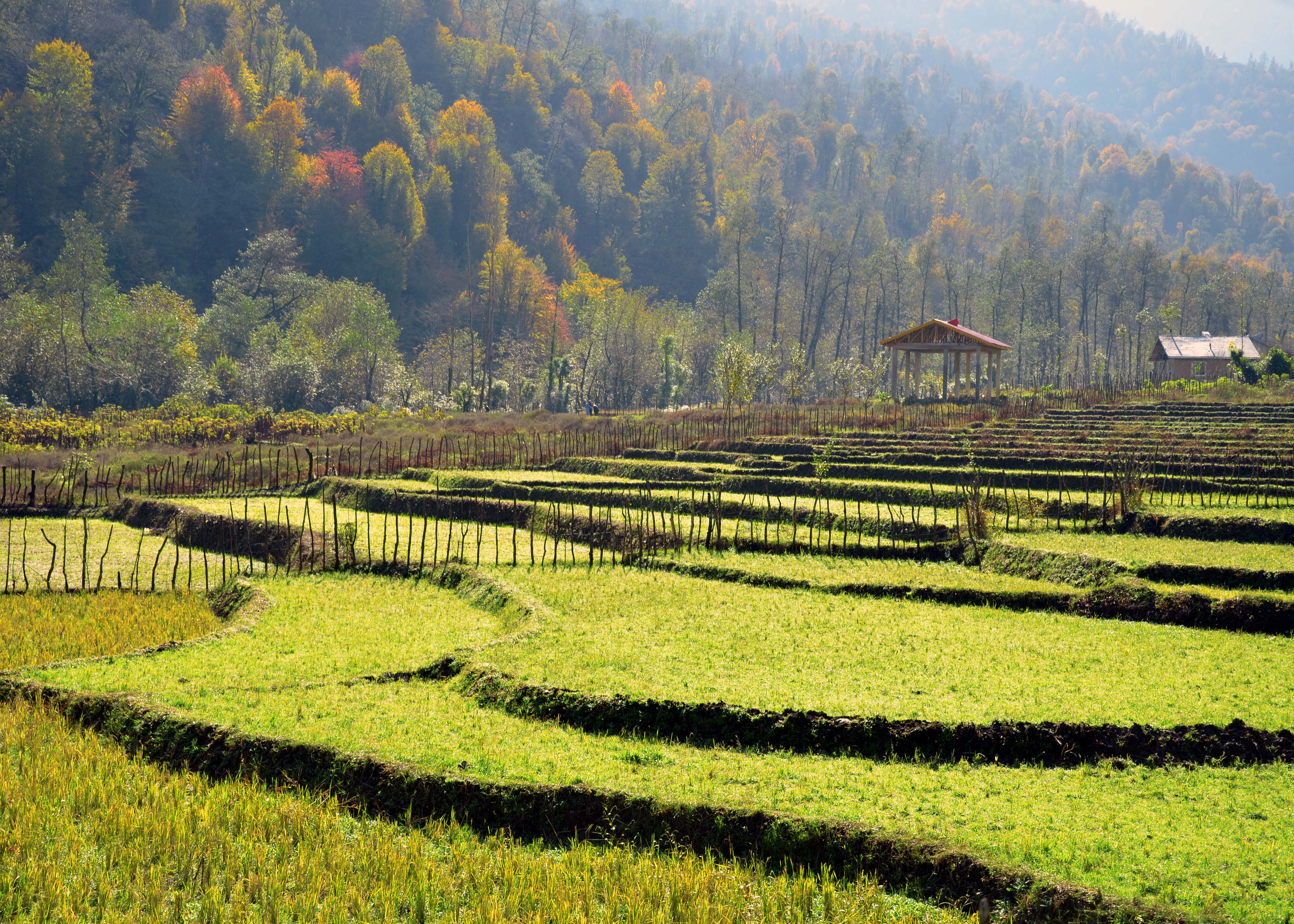
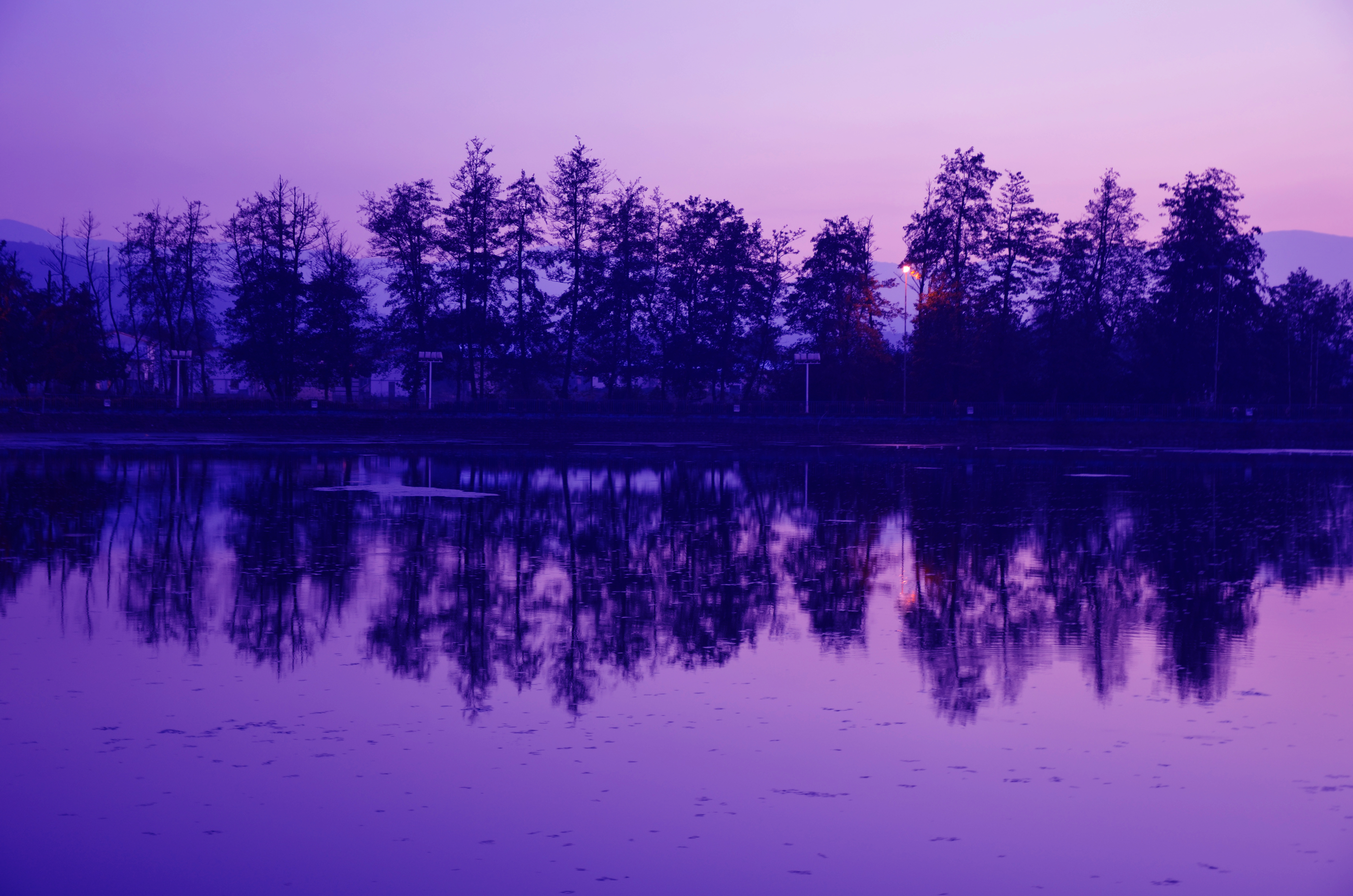
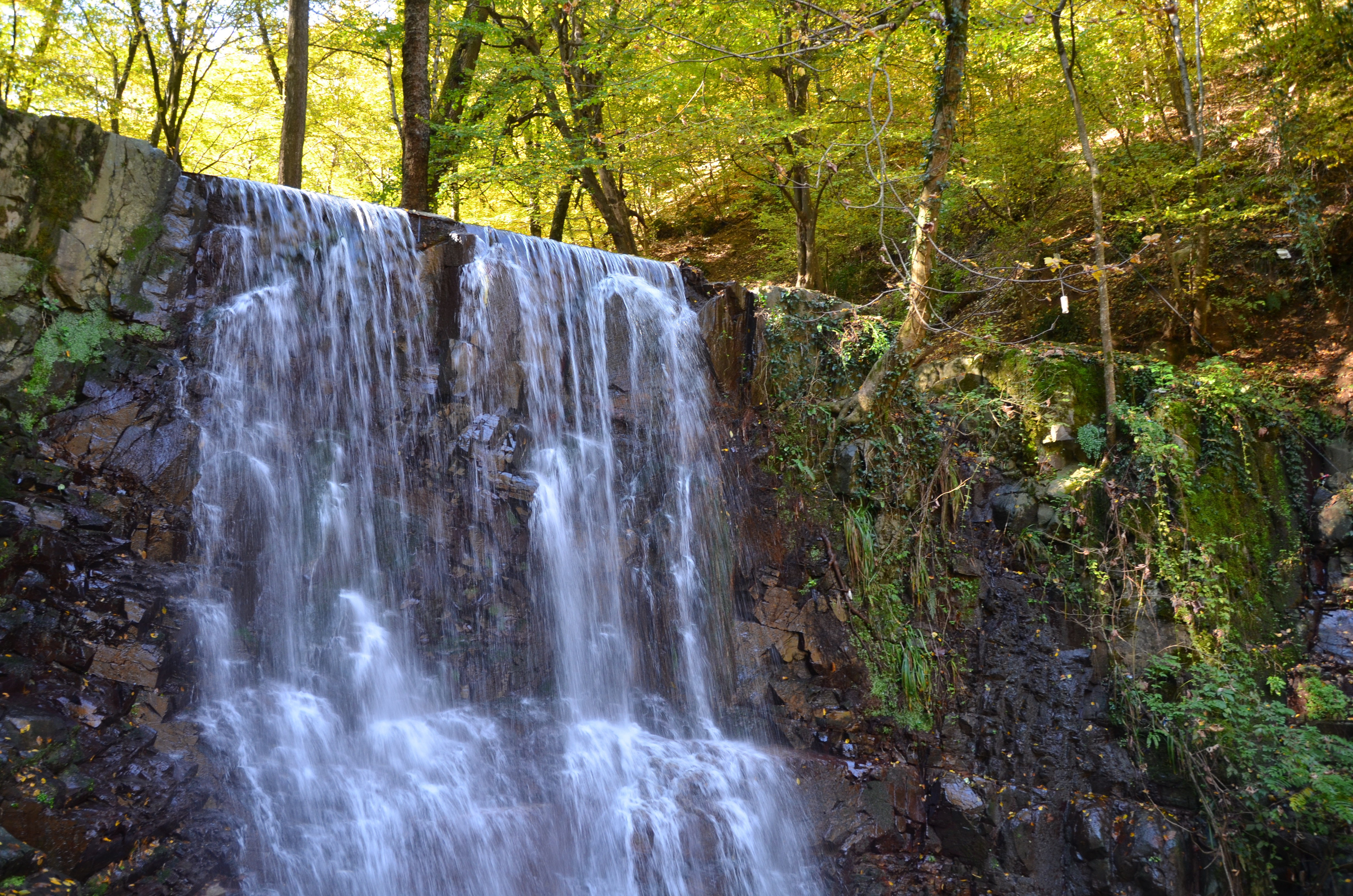
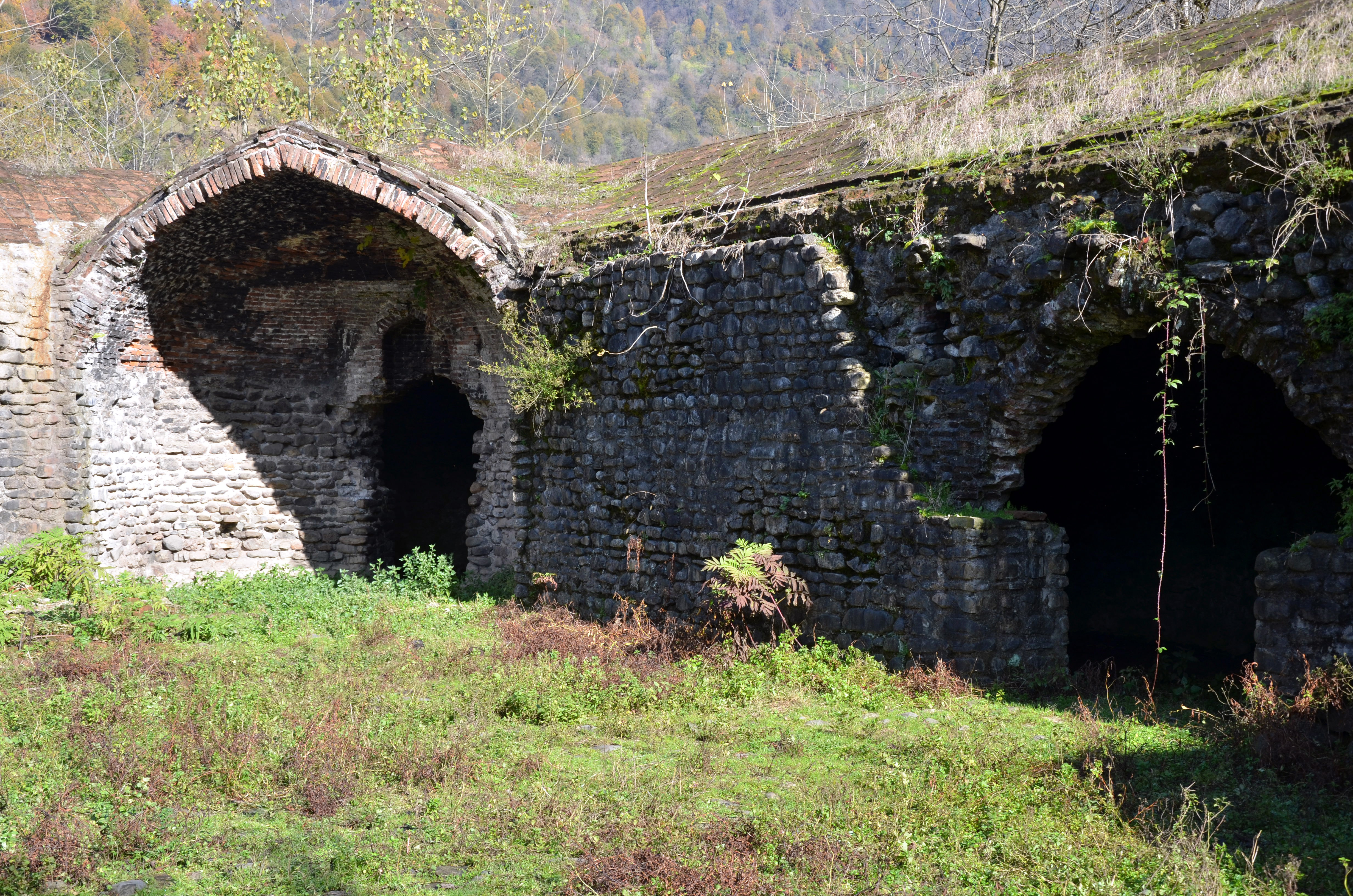
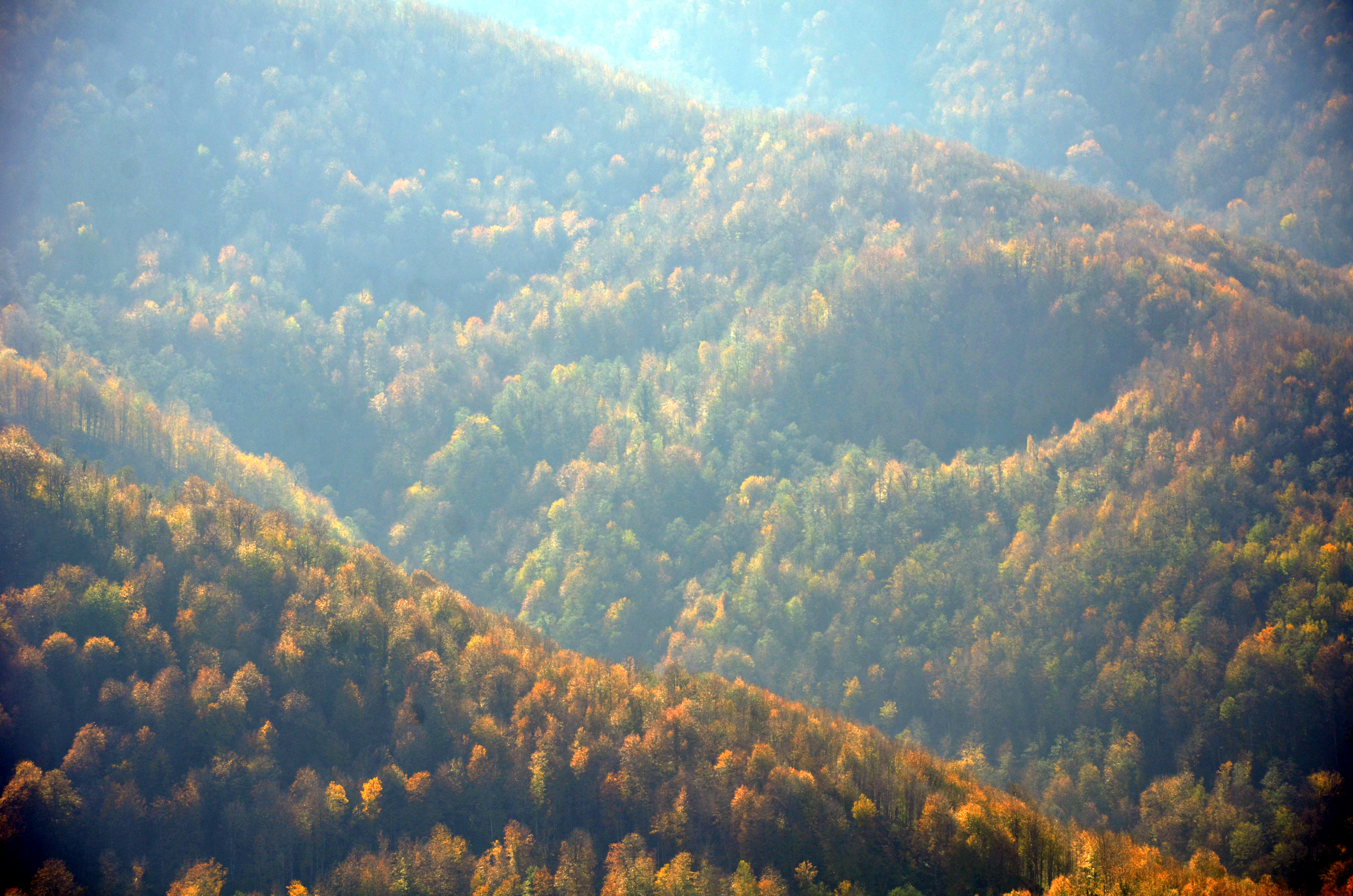
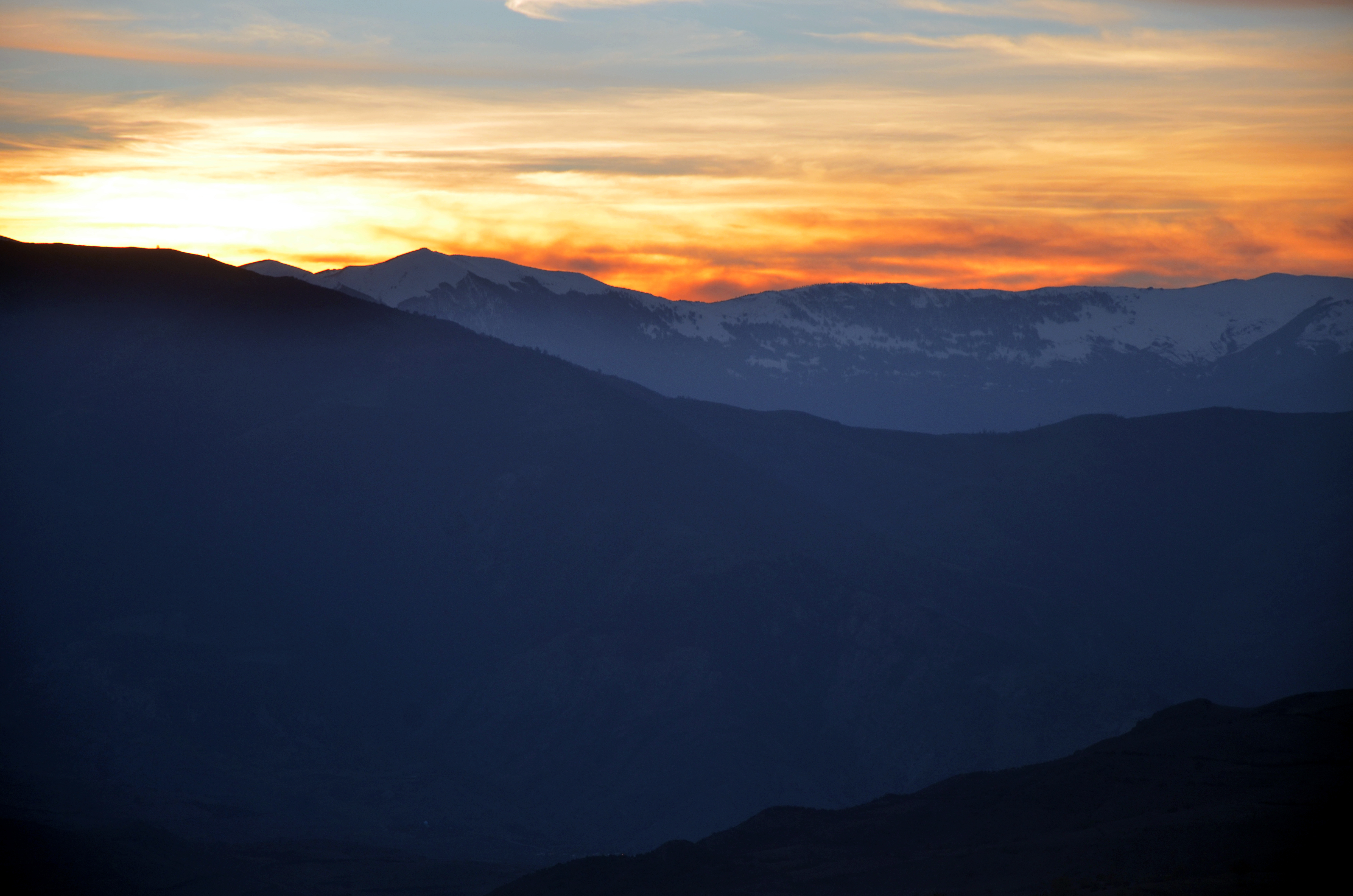
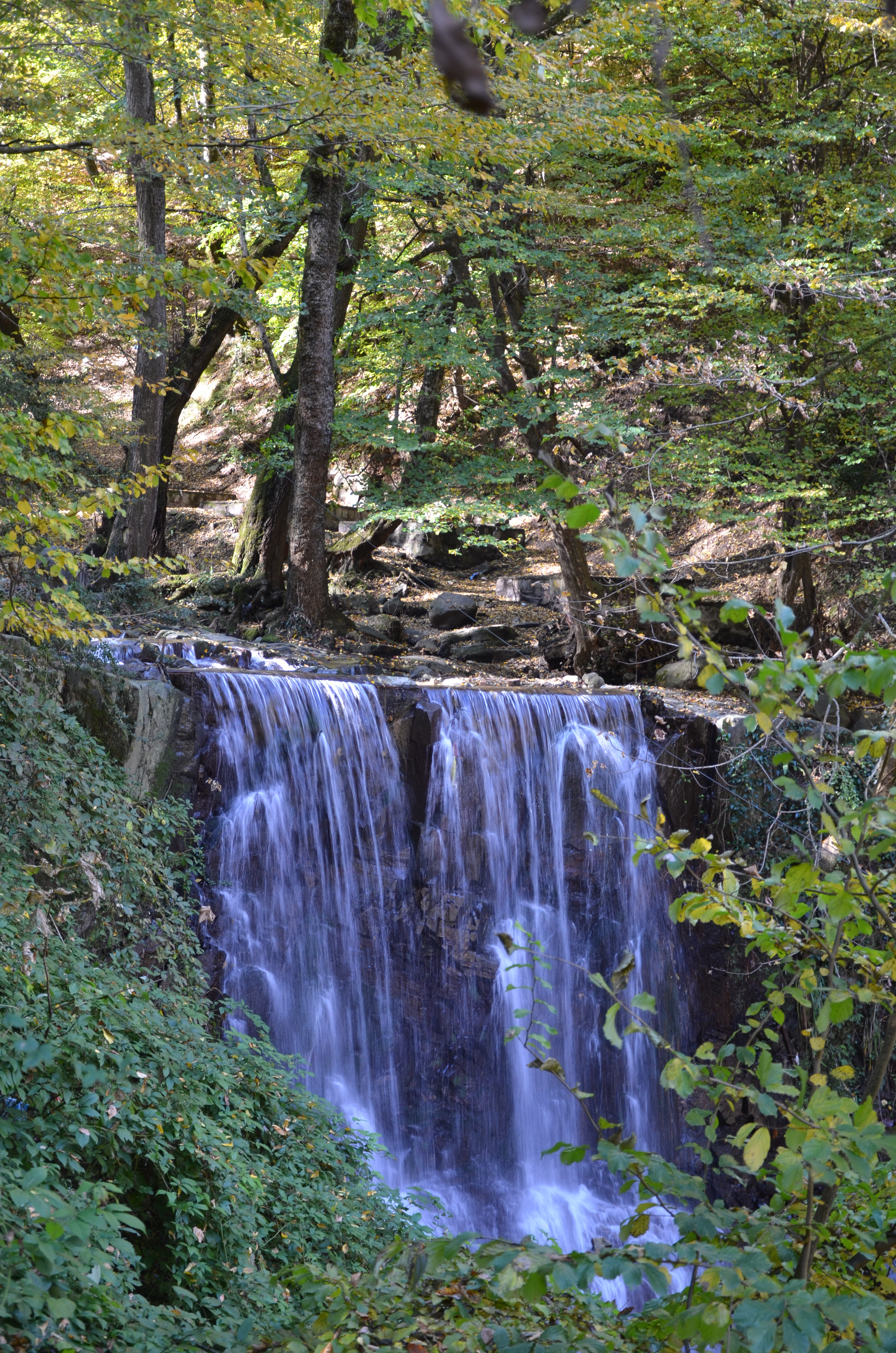
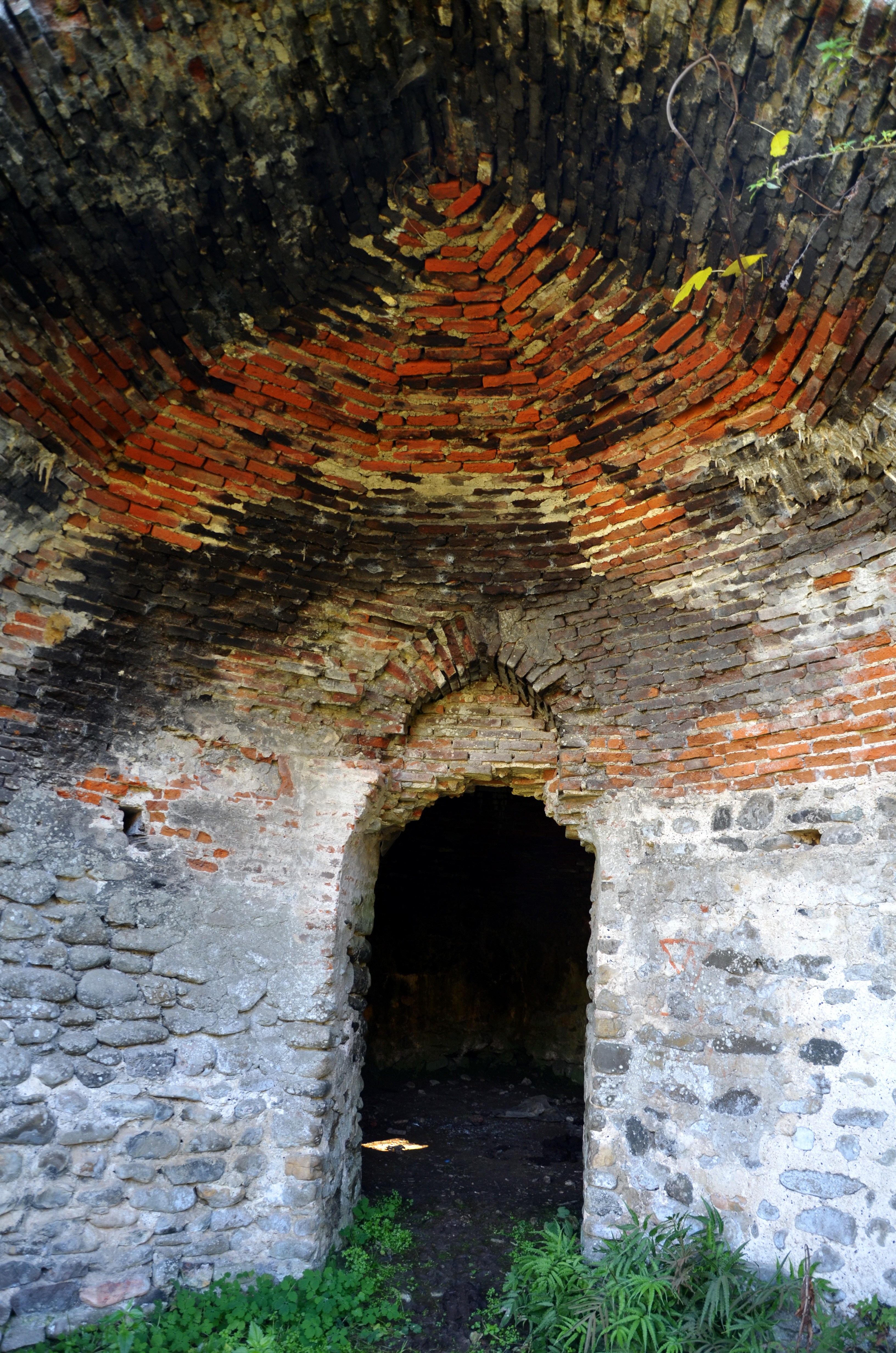
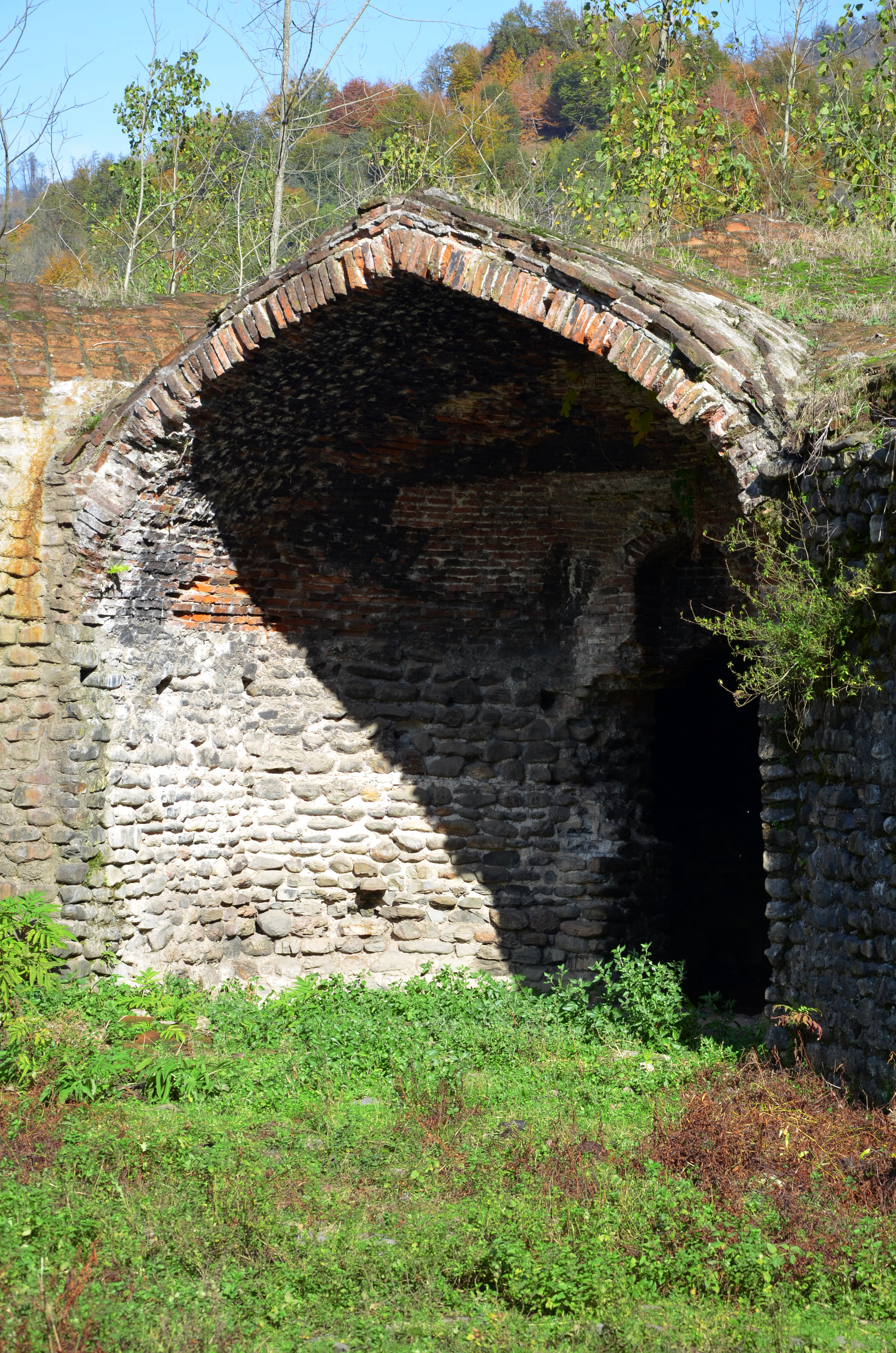
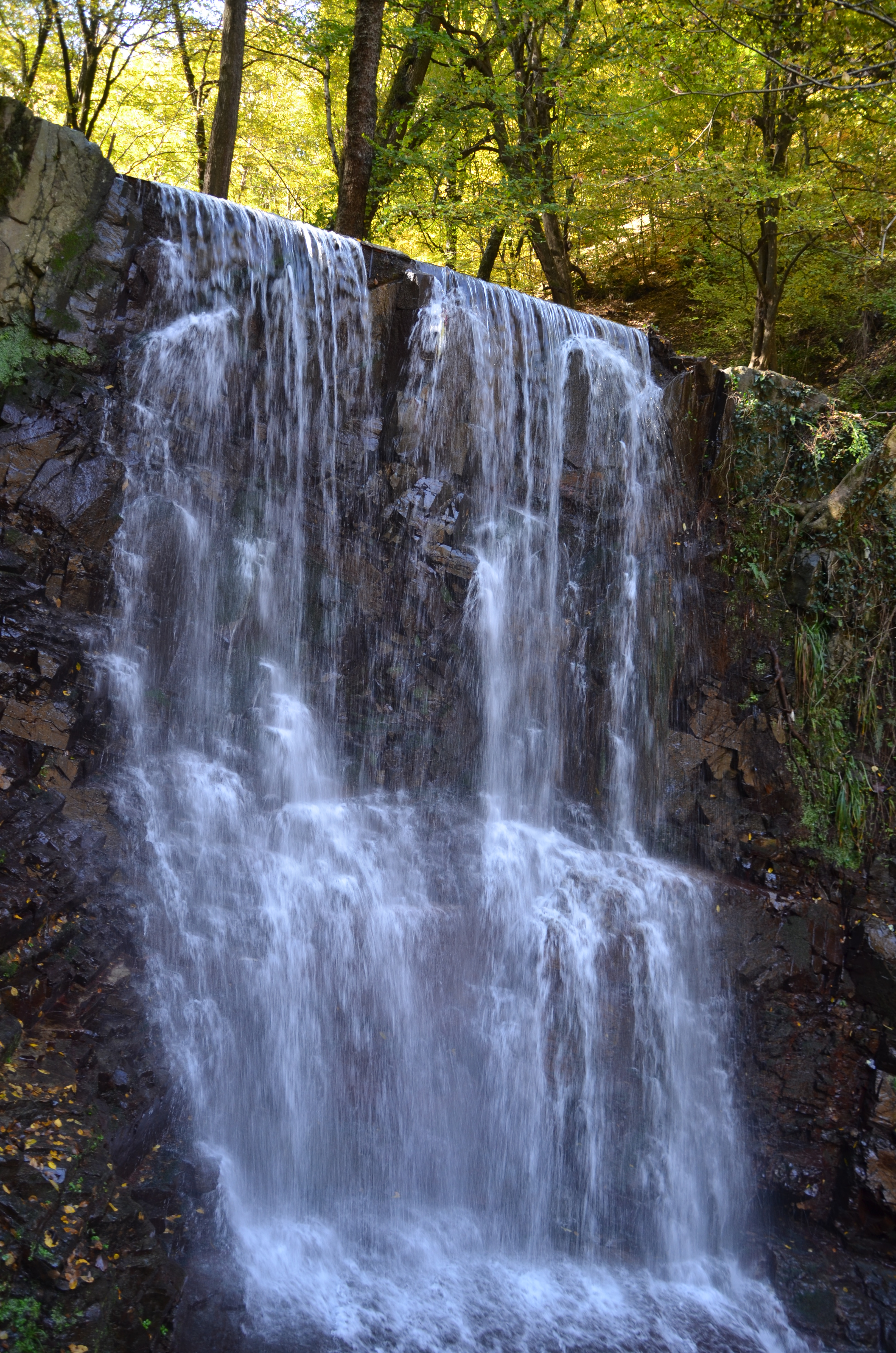
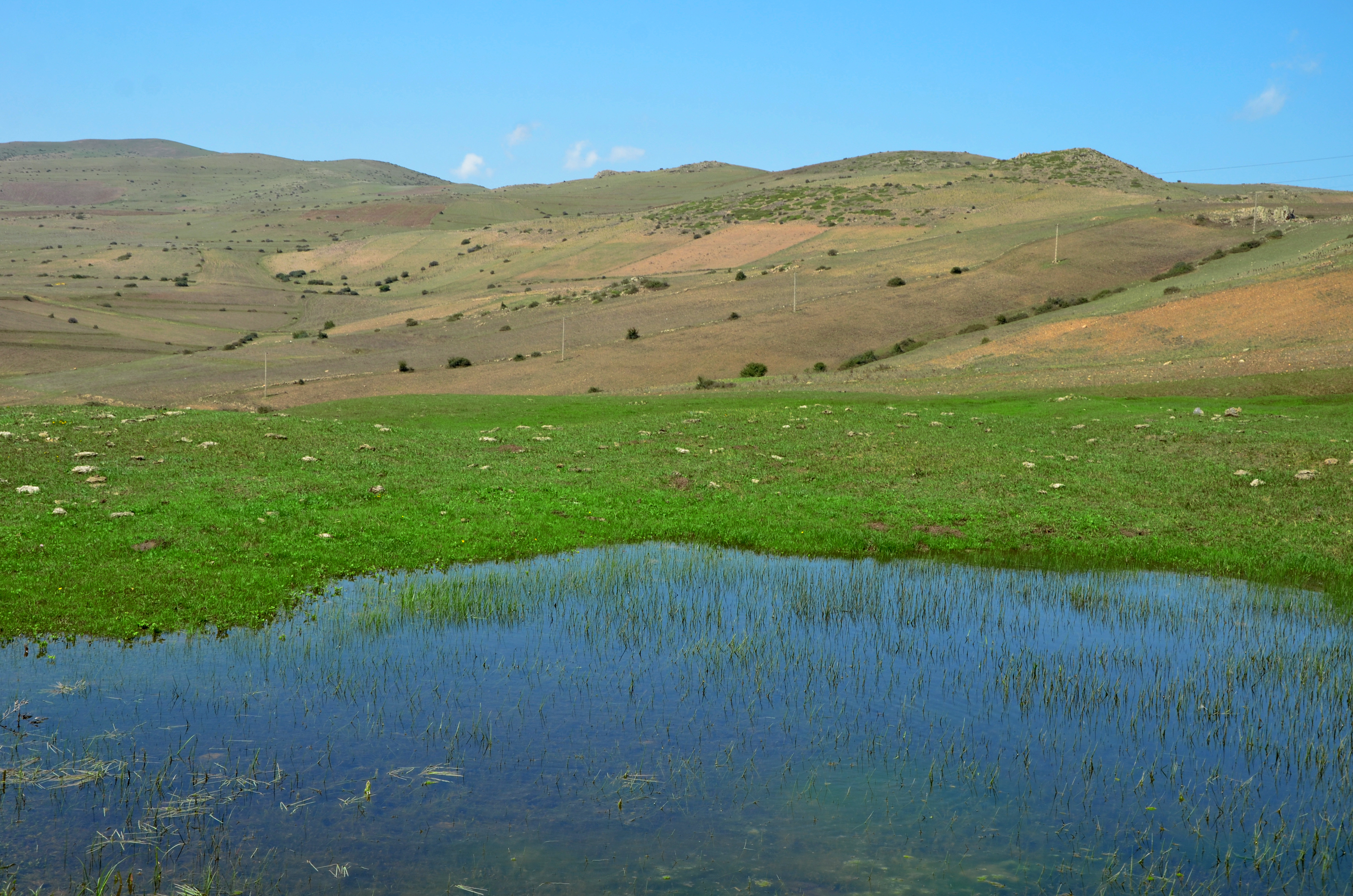
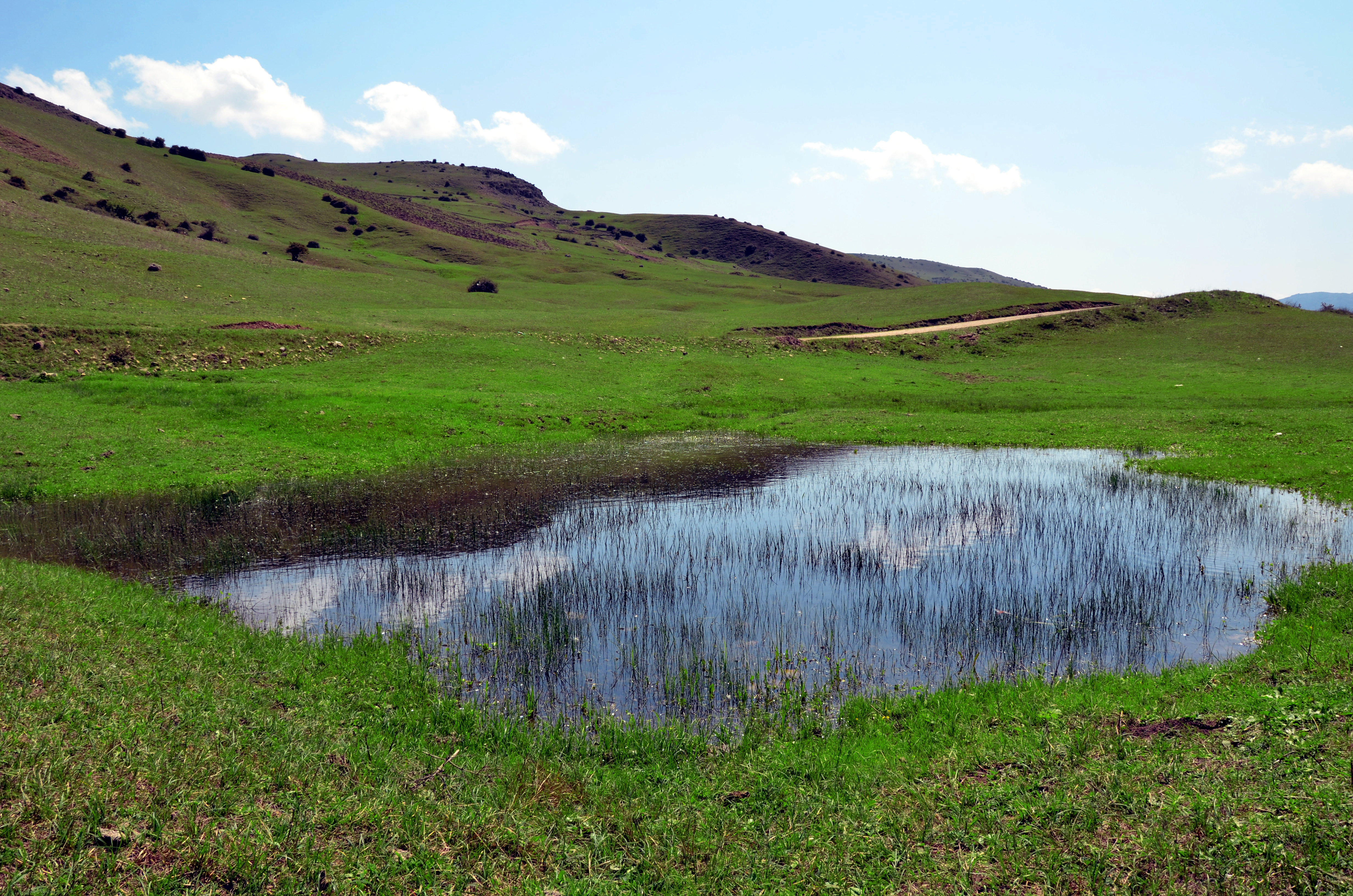

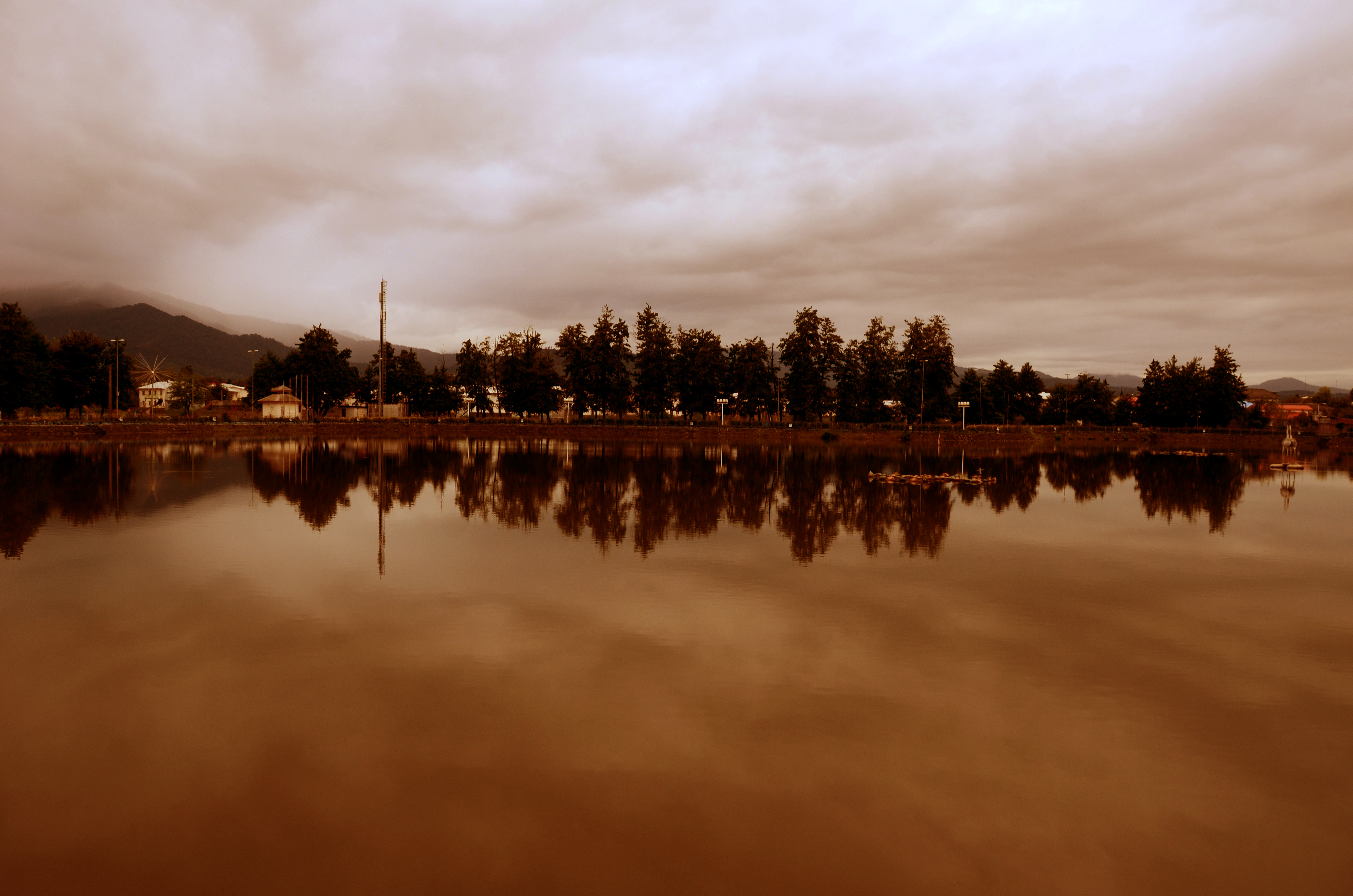

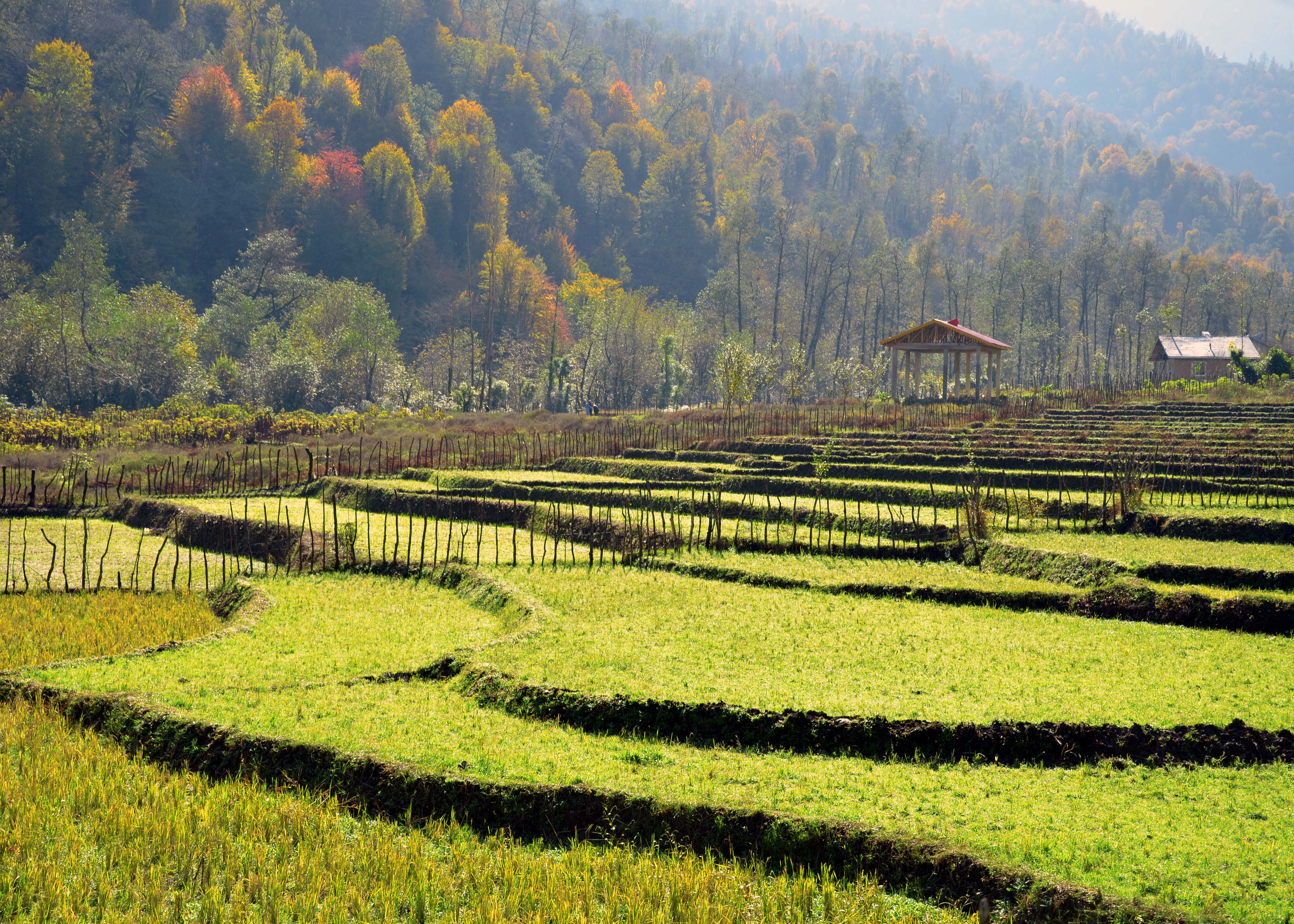

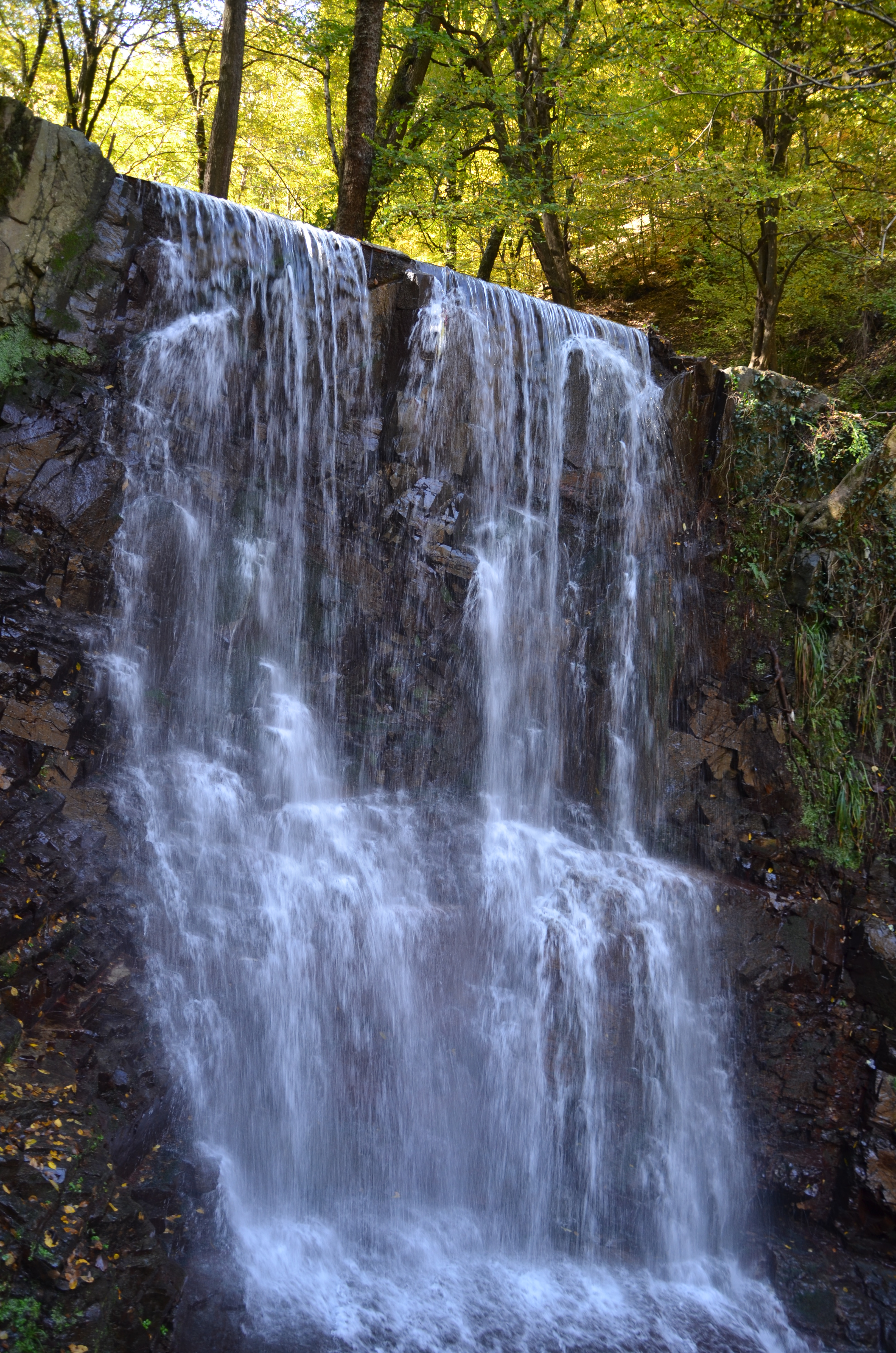

Siahkal este un oraș din Iran.